# Pentatermus concolor
Pentatermus concolor är en stekelart som först beskrevs av Szepligeti 1914.  Pentatermus concolor ingår i släktet Pentatermus och familjen bracksteklar. Inga underarter finns listade i Catalogue of Life.